# El Canyet (Castellbisbal)
El Canyet és un jaciment arqueològic al terme municipal de Castellbisbal, (Vallès Occidental), inclòs a l'Inventari del Patrimoni Arqueològic i Paleontològic de Catalunya.
Es tracta d'un jaciment propi del Paleolític mitjà, un jaciment temporal.
Està situat en una zona propera a la desembocadura del riu Llobregat, més concretament al tram final de la Riera de Rubí, al Turó de la Gatxarella que apunta cap al sud. És a uns 80 metres sobre el nivell del mar. La zona pertany a la masia de Can Pedrerol de Baix. Les coordenades són X: 415989.45 Y: 4589761.20 80 m

## Troballes
El jaciment va ser descobert per l'arqueòleg Eudald Carbonell, l'any 1979, quan aquest va observar uns talls en el turó de la Gatxarella. L'any 1982 es va fer una prospecció a la zona, una intervenció dirigida per M. Victòria Garcia Ibáñez. Durant les prospeccions es van trobar la majoria de les peces.
S'ha identificat un lloc d'habitació sense estructures, que contenia 33 peces lítiques. Majoritàriament aquestes peces són de sílex, però també n'hi ha de fabricades amb quars i quarsita. Cal destacar un nucli Levallois de cristalls de roca perfectament aprofitat.